# Бурлеска господина Перуна бога грома
Бурлеска господина Перуна бога грома је кратки авангардни роман српског књижевника Растка Петровића и уједно једно од најамбициознијих и најнеобичнијих књижевних остварења српске књижевности. Први пут је објављен 1921. у едицији Албатрос, најзначајнијој едицији српске књижевне авангарде. Роман се састоји из четири поглавља: „I књига, о распуштености богова“, „II књига, о Набору Деволцу“, „III књига, апокрифна“, и „IV књига, шта је било напослетку“. Временски распон представљених догађаја простире се на више од хиљаду година, са основном идејном тежњом да се прикаже култура и историја Словена на Балканском полуострву. Бурлеска започиње приказом паганског раја и описом живота словенских претхришћанских богова, а завршава се у болници 1925, то јест, четири године након што је ова књига први пут штампана. Осим паганских божанстава у роману се као ликови, између осталих, појављују, деволски земљорадници, светогорски калуђери, Богородица, Свети Петар, али и холандски сликар Винсент ван Гог.
Растков роман је жанровски тешко дефинисати. Он не само да отелотворује авангардну идеју мешања жанрова, већ је у исто време и пародијски преглед великог броја књижевних врста: од једноставних облика, предања, митова, епских песама, бајки, преко житија и апокрифа до аутобиографске прозе и конструктивистичке поезије. У њему су присутне сложене стратегије приповедања, интертекстуалне везе и богат стилски распон од узвишеног и лирског до тривијалног и баналног.
Бурлеска господина Перуна бога грома је након штампања поделила књижевну јавност Југославије. С једне стране налазили су се књижевници и критичари блиски авангардној поетици који су у Растковом експерименту препознали изразиту поетску снагу, хумор и оригиналну књижевну творевину, док су критичари и писци наклоњени традиционалној литератури и канонизованим уметничким вредностима, роман дочекали негативним рецензијама. Као трећа струја постојали су и они који Петровићевом делу нису спорили изразиту поетску снагу, али су доводили у питање естетске квалитете његовог остварења.